# مقياس جحوظ العين

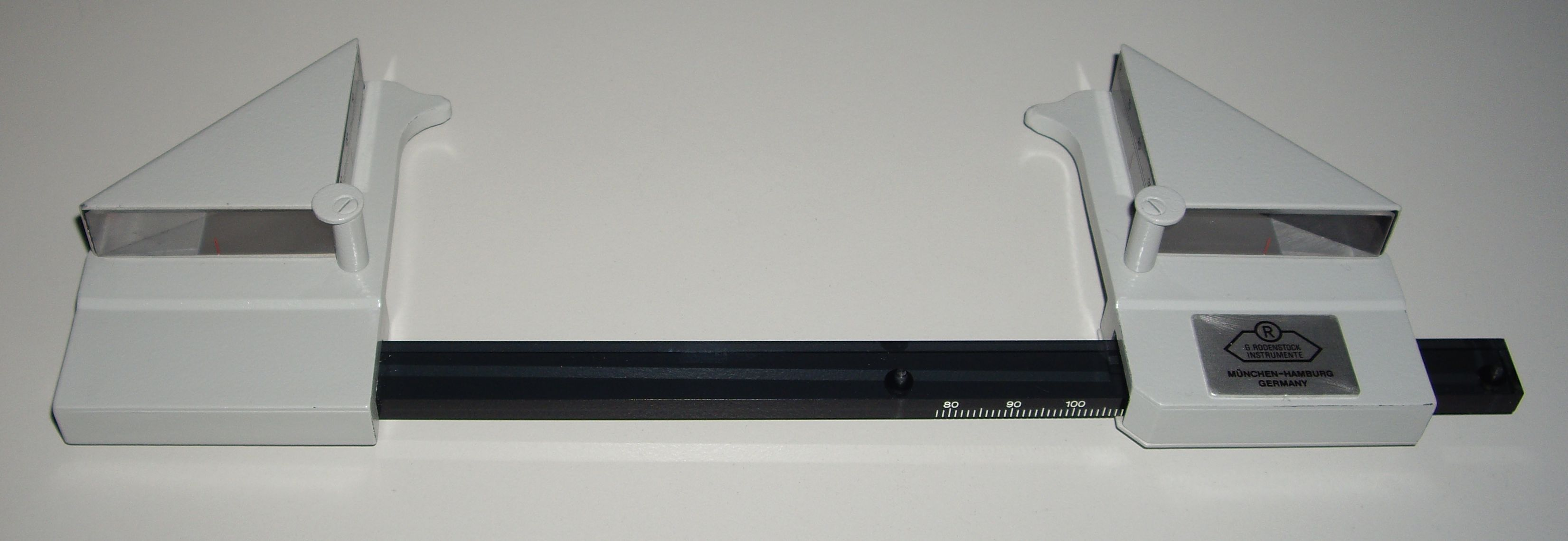
مقياس جحوظ العين

مقياس جحوظ العين أو مقياس الجحوظ (بالإنجليزية: Exophthalmometer)‏ هي أداة تُستخدم لقياس درجة الإزاحة الأمامية للعين في جحوظ العين، حيثُ تساعد الأداة على قياس المسافة الأمامية من حافة محجر العين الجانبية حتى الجزء الأمامي من القرنية. يُمكن أن تستخدم هذه الأداة في التعرف على غؤور العين (انسحاب العين إلى داخل المحجر)، وهي علامة على حدوث كسر انفجاري محجري أو بعض الأورام.

## القيم الطبيعية
المُعدل الطبيعي هو بين 12-21 ملم، ويكون الحد الطبيعي في الأشخاص أفريقي الأصل أعلى قليلًا، حوالي 23-24 ملم.
من المهم المتابعة في حال وجود فرق أكبر من 2 ملم بين العينين.
يزداد معدل قياسات الجحوظ في الأطفال والمراهقين مع التقدم في العُمر: أقل من 4 سنوات (13.2 ملم)، 5-8 سنوات (14.4 ملم)، 9-12 سنة (15.2 ملم)، 13-17 سنة (16.2 ملم).
يؤثر الطول المحوري للعين على قراءة مقياس جحوظ العين. الجحوظ الكاذب قد يُشاهد في حالات قصر النظر الشديدة.